# حنش طويل أحمر البطن
الحنش الطويل أحمر البطن أو أحمر البطن السريع، أو ثعبان شميدت، (بالإنجليزية: Red-bellied racer)‏، (الاسم العلمي: Dolichophis schmidti)، هو نوع من الثعابين غير السامة، يتبع جنس أنواع الأحناش الطويلة والتي تتبع فصلية الأحناش.

## الإنتشار الجغرافي
يتواجد هذا النوع من الثعابين في مناطق القوقاز و‌الشرق الأوسط، من داغستان إلى تركمانستان، وجنوبًا مرورًا بسوريا و‌الأردن وشمال إيران.

## الموئل الطبيعي
يعيش هذا النوع من الثعابين في عدد متنوع من الموائل الطبيعية، تتضمن ضفاف الأنهار الكثيفة والصخرية أو ذات الحجارة، في المناطق الصحراوية، شبه الصحرواية أو ذات النتئوات الصخرية، كذلك في التلال، السهوب الجبلية، الحقول المزروعة، الحدائق، مزارع العنب وغيرها من المناطق الريفية. غالبًا يتم مشاهدتها بالقرب من المستعمرات الكبيرة للقوارض التي تتغذى عليها، تتواجد أيضًا بالقرب من مساكن البشر لذلك تعتبر متسامحة بعض الشيء مع إزعاجات النّاس.

## التغذية
تتغذى هذه الثعابين على القوارض، الطيور، السحالي، والأفاعي الأخرى.

## التكاثر
يتكاثر هذا النوع من الثعابين بالبيض (بيوضية)، حيث تضع الأنثى ما بين 6-11 بيضة.

## التسمية
تم تسمية هذه الثعابين بـ(schmidti) تكريمًا لعالم الأسماك الروسي: Petr Yulevich Schmidt.